# أربيان ثديي
أربيان ثديي (الاسم العلمي: Anthemis ubensis) هو نوع نباتي يتبع جنس الأربيان من الفصيلة النجمية.

## الموئل والانتشار
في المغرب العربي